# Восстаньте, свободные фризы!

Герб Восточной Фризии

Eala Frya Fresena — девиз герба Восточной Фризии на севере Германии. Девиз часто неправильно переводят как «Привет, свободные фризы!», Но его лучше переводить как «Восстаньте, свободные фризы!». Согласно источникам XVI века, его произносили на собрании Упстальсбум в Аурихе, где фризские судьи встречались на Пятидесятницу, и на него традиционно отвечали Lever dood as Slaav (Скорее мертвые, чем рабы). Девиз относится к легендарной «фризской свободе», праву не принимать никаких правил, кроме исходящих от императора Священной Римской империи и христианского Бога. 
В средние века предполагалось, что это право было предоставлено Карлом Великим за фризскую поддержку Папы Льва IV (который не был современником Карла Великого). Говорят, что оно было возобновлено Карлом Толстым в 885 году за спасение его от норманнов. Фризская свобода в основном означала требование свободы от налогов и феодальных владений, чтобы защитить себя от норманнов и приливов Северного моря. Фрисландия предлагала всем невостребованные земли, однако невостребованные земли страны полдня находились под водой. Ежедневная борьба с Северным морем обеспечивала равенство людей, живших в это время на ваттах. Таким образом, феодальные повинности были заменены обязанностью строить дамбы.

## Девиз
Для междометия eala сравните древнеанглийское éala в Crist A (104),
éala éarendel engla beorhtast «Славься, Эарендель, светлейший из ангелов!»

## История
Количество фризских морских земель выросло с первоначальных семи до 27 на пике своего развития в начале XIV века. Во время Пятидесятницы каждая фризская земля отправляла двух морских судей на ежегодное собрание Упстальсбум для обсуждения споров между племенами. Во Фрисландии было почти демократическое правительство, в отличие от большей части Европы в средние века. В то время как морским судьям было делегировано правление на законных основаниях, бродяги сами избрали свое богатство для управления вооружёнными силами. Некоторые из них стали известны тем, что поддерживали пиратов для рефинансирования своего состояния. Например, в захолустном Кено тен Броке останавливался знаменитый Клаус Штёртебекер.
В позднем средневековье во Фрисландии не было центрального правительства, а правили либо их местные вожди, либо менявшиеся иностранные державы. Фризы часто восставали против иностранцев. Восстание Стедингера 1233—1234 годов заставило Папу Григория IX объявить против них крестовый поход, что ознаменовало упадок фризской свободы. Свобода Фрисландии официально закончилась в 1498 году, когда император Максимилиан I передал Фрисландию в феодальное владение Альберту, герцогу Саксонии, чтобы заплатить долг в 300 000 гульденов, но Альберту пришлось сначала завоевать Фрисландию самому.